# L'Aube rouge (roman)
Pour les articles homonymes, voir L'Aube rouge.
L'aube rouge est une fiction historique écrite par Jean-Joseph Rabearivelo.

## Création
Gavin Philip Bowd écrit qu’à l’époque où l’on écrivait dans L’Aube rouge, Jean-Joseph Rabearivelo était hanté par la chute du royaume d’Imerina et la perte de son propre statut aristocratique.
Rabearivelo a eu l’idée d’écrire L’Aube rouge comme premier roman en 1925 après avoir lu Batouala de René Maran, lauréat du prix Goncourt, à qui L’Aube rouge est dédiée (aux côtés de trois éminents Malgaches).